# Ollainville (Essonne)
Ollainville é uma comuna francesa na região administrativa da Ilha de França, no departamento de Essonne. Estende-se por uma área de 11.33 km². Em 2010 a comuna tinha 4 770 habitantes (densidade: 421 hab./km²).